# Outlander (6.ª temporada)
A sexta temporada da série Outlander, estreou em 6 de março de 2022 no canal Starz. Esta temporada, assim como a quinta temporada, foram renovadas pela Starz em 9 de maio de 2018, onde ambas iriam adaptar os romances The Fiery Cross e A Breath of Snow and Ashes, respectivamente.
Nesta temporada, o pano de fundo da história ainda ocorre durante um período de dramática agitação política, onde os Frasers se esforçam para manter a paz em Fraser's Ridge. Claire e Jaime ficam diante da desarmonia e divisão entre os habitantes de seu assentamento, enquanto ainda tentam superar os eventos traumáticos da última temporada.
A sexta temporada tem uma classificação de 88% no Rotten Tomatoes com uma classificação média de 7,8/10 com base em 8 comentários.

## Elenco e personagens

### Elenco principal
- Caitriona Balfe como Claire Fraser
- Sam Heughan como Jamie Fraser
- Sophie Skelton como Brianna MacKenzie
- Richard Rankin como Roger MacKenzie
- Maria Doyle Kennedy como Jocasta Cameron
- David Barry como Lorde John Grey
- César Domboy como Fergus Fraser
- Lauren Lyle como Marsali Fraser
- John Bell como Jovem Ian Murray
- Caitlin O'Ryan como Lizzie Wemyss
- Chris Larkin como Richard Brown
- Ned Dennehy como Lionel Brown
- Mark Lewis Jones como Tom Christie
- Glen Gould como Chefe Bird
- Simon R. Baker como Still Water
- Gail Maurice como Tsotehweh

### Elenco recorrente
- Paul Gorman como Josiah e Keziah Beardsley
- Tim Downie como Governador Tryon
- Martin Donaghy como Bryan Cranna
- Sarah Collier como Murdina Bug
- Hugh Ross como Arch Bug
- Paul Donnelly como Ronnie Sinclair
- Gary Lamont como Evan Lindsay
- Andrew e Matthew Adair como Jemmy MacKenzie
- Jessica Reynolds como Malva Christie
- Alexander Vlahos como Allan Christie
- Robin Laing como Donald MacDonald
- Joanne Thomson como Amy McCallum
- Caleb Reynolds como Aidan McCallum
- Antony Byrne como Hiram Crombie
- Pauline Turner como Sra. Crombie
- Thérèse Bradley como Senhorita McGregor
- Malcolm Shield como Sr. McGregor
- Ryan Hunter como Padraic MacNeill
- Padraic MacNeill como Obadiah Henderson

### Elenco convidado
- Jack Tarlton como Kenny Lindsay
- Gilly Gilchrist como Geordie Chisholm
- Alastair Findlay como Duncan Innes
- Kyle Rees como John Quincy Myers
- Nathan Byrne como James McCready
- Brian Pettifer como Velho Charlie
- Dyfan Dwyfor como Soldado Hughes
- Solly McLeod as Soldado Lambie
- Nebli Basani como Alastair McLeod
- Richard Glaves como Capitão Thornton
- Anne Kidd como Grannie Wilson
- David Gant como O Comedor de Pecados
- Blair Lamora como Walela
- Barbara Patrick como Selu
- Sinead Macinnes como Hortense MacNeill
- Morgan Holmstrom como Wahionhaweh
- Marty Wildman como Tehhonahtake
- Michael Geary como Scotchee Cameron
- Shauna Macdonald como Flora MacDonald
- Russell Watters como Allan MacDonald
- James Weber Brown como Cornelius Harnett
- Freddie Stevenson como Ainsley Beeston
- Eugene O'Hare como Governador Josiah Martin
- Dominic Wolf como Capitão Chapman
- David Mahoney como Fogarty Simms
- Adam Kotz como Sheriff Tolliver
- Michael Cooke como Ezra
- Mark Rannoch como Jack
- Hunter Bishop como Amon Oakes
- Chris Dennis como Curtis Brown
- Tim Faraday como Jacoby
- Katie Redford como Margit

## Produção
A produção da sexta temporada estava programada para começar em maio de 2020, mas foi adiada devido à pandemia de COVID-19. A produção finalmente começou em fevereiro de 2021. Em 1º de junho de 2021, a Starz anunciou que a sexta temporada estava programada para estrear no início de 2022 com uma temporada encurtada de oito episódios. Em 22 de novembro de 2021, a escritora Diana Gabaldon anunciou que a sexta temporada estrearia em 6 de março de 2022.

## Episódios
| N.º na série | N.º na temp. | Título                                                             | Dirigido por            | Escrito por                   | Exibição original   | Audiência (milhões) |
| --- | ------------ | ------------------------------------------------------------------ | ----------------------- | ----------------------------- | ------------------- | ------------------- |
| 68 | 1            | "Echoes" "Ecos" (BR)                                               | Kate Cheeseman          | Matthew B. Roberts            | 6 de março de 2022  | 0.64                |
| Em um flashback de 1753, quando Jamie acaba de chegar à prisão de Ardsmuir após a revolta jacobita, há uma divisão religiosa entre os prisioneiros, onde uns são católicos e outros são protestantes. Do lado protestante está Thomas Christie, que não gosta de Jaime, mas ambos tem um respeito mútuo, embora sejam relutantes. Para evitar mais conflitos na prisão, Jaime pede para o administrador do local, Harry Quarry, aceitar sua ideia de tornar os detentos em maçons. Anos depois na Carolina do Norte, em 1773, Claire passa a fazer o éter para usar como sedativo em procedimentos cirúrgicos, e Jaime lhe revela que o Major MacDonald pediu para que ele sirva como um agente indígena em nome da coroa. Thomas Christie, agora viúvo, chega em Fraser's Ridge com seus filhos Malva e Allan, após seguir um panfleto de moradia do assentamento. Jaime recebe bem Thomas e pede para ele ficar. Brianna tem trabalhado em seus projetos de engenharia, mas dado o que aconteceu com sua mãe por estar “à frente de seu tempo”, ela está um pouco hesitante em divulgar muito. Durante uma caçada, Allan e o Jovem Ian encontram Richard Brown e seus homens fazendo rondas atrás dos Cherokees, o que irrita Ian. Mais tarde, Richard aparece em Fraser's Ridge alegando que alguém robou um chifre de pólvora dele e o ladrão revela-se ser Allan. Richard ordena que Jaime puna o rapaz, o que Jaime relutante faz, chicoteando dez vezes Allan na frente dos moradores do assentamento. |              |                                                                    |                         |                               |                     |                     |
| 69 | 2            | "Allegiance" "Lealdade" (BR)                                       | Kate Cheeseman          | Steve Kornacki & Alyson Evans | 13 de março de 2022 | 0.56                |
| Jaime, agora um agente indígena para o rei Jorge III da Inglaterra, vai com Ian até o acampamento dos Cherookes para manter a paz. Os Cherookes informam que não estão gostando dos brancos invadirem suas terras e não respeitarem um tratado. Apesar dos nativos gostarem de Jaime, eles exigem ter mosquetes e rifles, o que Jaime considera em dar-lhes uma resposta. Claire começa a ter visões de Lionel Brown que a chama de "Dr. Rowlins", e claramente sofrendo de TEPT, ela começa a inalar o éter caseiro para dormir. Mais tarde, Marsali entra em trabalho de parto, e Claire está preocupada com a situação que pode terminar em tragédia, mas o parto ocorre bem e Marlasi dá à luz um menino saudável e anão, nomeado de Henri-Christian. Todos estão alegres, mas a única pessoa incomodada com esse fato é Fergus, que está sendo vítima do alcoolismo. Jaime entra em conflito sobre o que deve fazer, se leva o pedido de armas dos nativos até o governador ou não, pois uma vez que os Cherokees tivessem armas, poderiam lutar pelo rei ou por sua liberdade apesar de estarem fadados a perderem suas terras futuramente. Jaime então decide dizer ao governador que conceda armas aos nativos garantindo que eles lutarão pelo rei. Christie decide aceitar a oferta de Claire de ter sua mão consertada cirurgicamente, embora ela não tenha ideia de que ele optou isso por não conseguir chicotear Malva por "desobediência". |              |                                                                    |                         |                               |                     |                     |
| 70 | 3            | "Temperance" "Temperança" (BR)                                     | Justin Molotnikov       | Shaina Fewell                 | 20 de março de 2022 | 0.58                |
| O filho recém-nascido de Fergus e Marsali gera tabu e preconceito entre os moradores do assentamento. Algumas crianças, entre eles o irmão de Henri-Christian, Germian, pegam o bebê em uma cesta e o jogam no rio a fim de vê-lo "flutuar" caso seja a "semente do diabo". Roger consegue salvar o bebê antes que ele caia na cachoeira e briga com as crianças. Fergus, por sua vez, segue decepcionado e preocupado com o futuro modo de vida de seu filho naquela sociedade, contando a Claire que os anões na França eram deixados para os lobos quando bebês ou forçados a crescerem na prostituição para serem usadas por homens com gostos “exóticos”. Thomas Christie vai até o consutório de Claire para realizar a cirurgia na mão e evita inalar o éter. Claire inicia o procedimento e enquanto Thomas grita de dor, ele tenta se concentrar em Jaime lendo a Bíblia. Malva e Ian se tornam próximos ao longo dos dias e juntos discutem pecado, família e seus destinos eternos. Malva ainda compartilha que sua mãe foi enforcada como bruxa quando ela era muito jovem. Marsali acaba expulsando Fergus de casa por ele continuar no alcoolismo e não ajudá-la a cuidar da família. Durante um evento em Fraser's Ridge, Fergus chega bebado e acaba brigando com um homem que insultou Henri-Christian. Mais tarde, Fergus tenta se matar, mas Jaime o impede e lembrá-lo de que vale a pena se orgulhar e tem muito a oferecer como pai e homem em geral. Fergus se desculpa com Marsali e promete não beber mais. Os Red Coats chegam ao Fraser's Ridge com as armas para os Chrokees, e ao saber da Festa do Chá de Boston, Claire diz a Jaime que a revolução está começando. |              |                                                                    |                         |                               |                     |                     |
| 71 | 4            | "Hour of the Wolf" "A Hora do Lobo" (BR)                           | Christiana Ebohon-Green | Luke Schelhaas                | 27 de março de 2022 | 0.48                |
| Em um flashback, é mostrado que o jovem Ian se torna membro da tribo Mohawk depois de um tempo aprendendo seus costumes e sua língua. Ele passa por uma cerimônia em que é adotado como um deles e recebe um novo nome. Dali em diante, ele seria conhecido como Okwaho'rohtsi'ah, ou irmão do lobo. No presente, Jaime decide ir com Ian entregar as armas do Major MacDonald aos Cherokees e ao chegarem no acampamento, descobrem que os nativos não são a única tribo que quer uma negociação, os moicanos também estão lá, e Ian rapidamente vê Kaheroton e se sente desconfortável com sua presença. Mais tarde, Ian revela que havia se apaixonado por mulher moicana chamada Wakyo'teyehsnonhsa, a quem ele chamava de Emily. Na cultura deles, as mulheres escolhiam os maridos e Wakyo’teyehsnonhsa entregou a Ian um pequeno lobo esculpido em pedra para simbolizar sua escolha. Eles tentaram ter filhos, mas sua esposa sofria de abortos e o ancião da tribo Tewaktenyonh acreditava que era por ele não ter alma Mohawk. Ian foi basicamente forçado a deixar o Mohawk e achou difícil resistir quando foi revelado que Wakyo'teyehsnonhsa agora estava com Kaheroton. Ian acaba percebendo que Kaheroton ama seu filho com Wakyo'teyehsnonhsa e decide superar essa história. Ian acaba salvando Kaheroton de Alexander Cameron em um duelo que seria injusto. Devido a uma conversa com Brianne mais cedo, Jaime fala para o Chefe Bird sobre o destino dos nativos americanos em 60 anos no futuro durante a Trilha das Lágrimas. Em Fraser's Ridge, Claire testa o éter em Josiah e Lizzie para ver como o composto reage em determinadas pessoas, causando fascinio em Malva, que Claire demonstra interesse em fazê-la de sua aprendiz um dia. Quando Jaime retorna do acampamento indigína, ele faz sexo com Claire no celeiro e ambos são vistos por Malva escondida. |              |                                                                    |                         |                               |                     |                     |
| 72 | 5            | "Give Me Liberty" "Deixe-me Livre" (BR)                            | Christiana Ebohon-Green | Barbara Stepansky             | 3 de abril de 2022  | 0.49                |
| Claire e Jaime viajam até Wilmington para um comício político moderno, organizado por Flora MacDonald, destinado a persuadir aqueles que apoiam a independência e o livre pensamento a desistir da ideia. Em 1746, Flora ajudou o príncipe Charles Edward Stuart ir para fora da Inglaterra e ficar longe das tropas do governo após a Batalha de Culloden. Entre os convidados do evento está Jocasta, tia de Jaime, e apesar de está feliz em revê-la, Jaime veio se encontrar com Cornelius Harnett, um líder da revolução, e ambos conversam no bar da pousada onde estão hospedados. Jamie faz uma declaração apaixonada sobre querer fazer o certo por sua consciência e cumprir seu dever para com seus irmãos, abraçando a liberdade e a fraternidade. Isso é o suficiente para convencer Cornelius, que o convida para uma reunião dos Filhos da Liberdade naquela mesma noite. Durante o evento de Flora, Lorde Jonh Grey encontra Jaime e desaprova o escocês ser um revolucionário em segredo, mas o ajuda dando informações que os Red Coats irão fazer uma busca pelos Filhos da Liberdade durante a noite, dando tempo para Jaime alertá-los. Em Fraser's Ridge, Brianna expressa seus ciúmes e indignação à Roger por ele passar mais tempo na casa de uma mulher chamada Amy McCallum, por ele ter jurado ajudar a consertar a casa dela, em vez de ficar em sua própria casa com a família. Mais tarde, Roger encontra Malva tentando fazer sexo com um rapaz chamado Sr. Henderson na igreja e decide contar para Tom Christie, mas Malva o ameaça, dizendo que vai contar a todos que viu Roger beijando Amy McCallum. |              |                                                                    |                         |                               |                     |                     |
| 73 | 6            | "The World Turned Upside Down" "O Mundo de Cabeça para Baixo" (BR) | Justin Molotnikov       | Toni Graphia                  | 10 de abril de 2022 | 0.53                |
| Uma epidemia de disenteria começa a fazer vítimas na região de Fraser's Ridge, entre elas está a família MacNeil que Claire, Brianna, Malva e Marsali encontram mortos em casa. Durante o funeral das pessoas mortas desse surto, Claire começa a passar mal e adoece também, onde ela passa quase uma semana lutando contra uma febre que lhe dá alucinações intensas, incluindo uma em que uma cobra está em sua casa, Claire segurando um coração nas mãos e Jamie está sendo consolado por outra mulher. Ao despertar, ela percebe que a Sra. Bug e Malva cortaram seu cabelo acreditando que isso acabaria com suas febres e Roger lhe fala que a epidemia estava diminuíndo. Brianna também conta a Claire que está grávida novamente para alegria de ambas. Claire decide ir ver Tom Christie, que também está doente ultimamente, e apesar de basicamente acusá-la de ser um monstro sem Deus na última vez que os dois tiveram algum contato, ele a recebe na casa e a faz se sentar. Eles descobrem que ambos tinham uma doença semelhante, diferente de todos que tinham disenteria. Mais tarde, Jamie revela a Claire que foi convidado pelos Filhos da Liberdade sobre a próxima reunião do congresso provincial e que Harnett quer que ele fale em apoio aos esforços para cessar o comércio com a Grã-Bretanha. Antes de ir para a reunião, Malva, Allan e Tom Christie chegam para falar algo sério com os Fraser. Malva anúncia que está grávida e que o pai é Jaime, deixando Claire chocada. Jaime nega ser o pai e vai atrás de Claire até o celeiro e se recusa a se desculpar porque não fez nada de errado, o que Claire entende. Ela está relutante em acreditar que Jamie poderia ter dormido com Malva porque isso desvendaria toda a sua vida, mas ela acredita que Jaime a ame. Ian chega a cogitar que o filho poderia ser dele já que ele e Malva estavam próximos e fizera sexo apesar de Ian se sentir culpdo por ainda amar Emily. Roger também menciona que viu ela e Obidiah Henderson na igreja, e Claire tem certeza que Jaime não é o pai. Durante alguns meses, os ataques de TEPT de Claire pioram e no meio de uma crise de ansiedade, Claire vê Malva subindo pelos campos em direção a Fraser's Ridge e decide inalar éter. Enquanto dorme, ela tem outro pesadelo terrível em que Malva ameaça levar tudo o que ela tem, incluindo seu marido e sua casa. Quando Claire acorda e sai até sua orta, ela encontra Malva com a garganta cortada e morta no campo. Fora de si com choque e tristeza, Claire tenta salvar o feto, mas ele também morre. |              |                                                                    |                         |                               |                     |                     |
| 74 | 7            | "Sticks and Stones" "Varas e Pedras" (BR)                          | Jamie Payne             | Danielle Berrow               | 24 de abril de 2022 | 0.47                |
| Tom e Allan ao encontrarem o corpo de Malva no campo, diz a Claire e Jaime que a jovem não iria ser enterrada em um cemitério sagrado por causa de sua natureza pecaminosa. Os Frasers insistem que ela terá um funeral apropriado e que Roger fará a cerimônia fúnebre. Enquanto prepara o corpo da jovem em seu consutório, Claire passa a sofrer com suas crises e começa a beber. Não havendo evidências ou suspeito, Claire começa a ser vista como a culpada quando os moradores do assentamento pergutam a ela se ela perdoou Malva antes de matá-la. Claire se torna cada vez mais perturbada e vê a figura de Lionel Brown em todos os lugares, assombrando-a noite e dia. Claire começa a se questionar se matou mesmo Malva e confessa ao marido que inalava éter para dormir. Além da polêmica envolvendo a morte de Malva, Lizzie e os gêmeos Josiah e Kezzie estão em um relacionamento a três, onde ela ama ambos. Ian é o único a descobrir o segredo, e ele imediatamente diz ao seu tio que pede a Lizzie se casar com um dos irmãos, ou ambos morrerão devido ao escândalo que iria surgir. Roger decide seguir como pastor e Jaime pede para que ele não vá a futura guerra para cuidar de Claire, Brianna e os idosos, no qual Roger aceita e depois ele celebra o funéral de Malva e seu bebê. Poucas pessoas aparecem no funeral e ao sair com o caixão, Jaime tenta ajudar a carregar o da jovem, mas Allan grita com ele e Claire, acusando-os de serem os responsáveis pela morte da irmã. Mais tarde, Lizzie se casa com Kezzie perante Jaime e em segredo se casa com Josiah com a benção de Roger, sem este saber de Kezzie. Em conversa com Lizzie, Claire percebe que não matou Malva, pois não atendeu a porta para Lizzie no dia em que a jovem Christie morreu. Ela fica contende e revela isso a Jaime, mas, infelizmente, Richard Brown aparece em Fraser's Ridge e anuncia a prisão de Claire pelo assassinato de Malva. |              |                                                                    |                         |                               |                     |                     |
| 75 | 8            | "I Am Not Alone" "Eu Não Estou Sozinha" (BR)                       | Jamie Payne             | Luke Schelhaas                | 1 de maio de 2022   | 0.44                |
| Jaime e Claire se recusam a ir com o comitê de segurança e abre fogo contra os homens de Richard Brown. Um tiroteio violento, incitado também por Allan, dura horas destruindo a casa dos Frasers. Vários escoceses do assentamento chegam para ajudar Jaime e Claire, mas o comitê de segurança tem mais homens, porém, os Frasers concordam em ir a uma audiência e se rendem. Tom Christie chega e diz que irá com eles, já que merece justiça por sua filha e todos seguem rumo a cidade de Salisbury na manhã seguinte. Brianna e Roger estão indo para Edenton, e a jovem diz ao marido que eles deveriam contar ao filho Jemmy a verdade sobre a história dos dois, quando o menino tiver a idade certa. Jemmy aparece com piolhos e ao cortar o cabelo do filho, Roger descobre um sinal idêntico ao seu, e aquilo comprova que ambos são pai e filho biológicos. Em Salisbury não há um juíz, e isso faz com que Richard e seus homens decidam levar Claire e Jaime até Wilmington, mas, durante o longo caminho Richard perde o controle da situação: alguns de seus homens retornam e algumas pessoas querem linchar Claire. Claire também não entende o motivo de Tom está se passando de amigo e inimigo em toda aquela situação, mas fica em alerta sobre ele. Jovem Ian surge para resgatar Jaime e Claire, mas Jaime fala que se eles fugissem estariam admitindo a culpa e pede para o rapaz continuar por perto. Jaime acaba sendo separado de Claire pelos homens de Richard, com a intenção de levá-lo de volta a Fraser's Ridge. Tom promete cuidar de Claire ao longo da viagem e eles acabam chegando em Wilmington. Claire percebe que a cidade está claramente em perigo, onde os sinais da guerra iminente estão por toda parte. No caminho de volta para o assentamento, Jaime é salvo dos homens de Richard Brown por Ian e os Cherokees, que prometem segui-lo para buscar Claire de volta para casa. |              |                                                                    |                         |                               |                     |                     |